# Teoría de dos etapas
La teoría de dos etapas o etapismo es una teoría política la cual argumenta que países subdesarrollados, como la Rusia zarista, deben pasar primero a través de una etapa de capitalismo antes de evolucionar a una etapa socialista. Esta teoría  estuvo aplicada a países en todo el mundo que no habían pasado a través de la etapa capitalista.
La discusión sobre la teoría pone el foco en la Revolución rusa. Aun así, las teorías maoístas, como la nueva democracia tienden a aplicar una teoría de dos etapas a luchas en otro lugar. En la Unión Soviética la teoría de dos etapas tenía como oposición la teoría trotskista de la revolución permanente.

## Influencia
En América Latina, el dirigente socialdemócrata y excomunista Rómulo Betancourt sostuvo que la Revolución de Octubre de 1945 en Venezuela «se emparienta más con la revolución democrático-burguesa que con la revolución socialista» y, además, aseguró que su país «no puede saltar la etapa del desarrollo capitalista de su economía».
La teoría de dos etapas obtuvo un resurgimiento. Más recientemente, el Partido Comunista Sudafricano y la Alianza Socialista en Australia han reelaborado la teoría de dos etapas, a pesar de que la Alianza Socialista diferencia su posición de la de Stalin.

## Críticas
La teoría de dos etapas es a menudo atribuida a Marx y Engels, pero críticos como David McLellan y otros disputan que Marx y Engels imaginaran la aplicación estricta de esta teoría fuera del actual desarrollo occidental existente del capitalismo.
A pesar de que todos están de acuerdo en que Marx y Engels argumentan que el capitalismo occidental proporciona los avances tecnológicos necesarios para tanto el socialismo y como para los «enterradores» de la clase capitalista en forma de clase trabajadora, críticos de la teoría de dos etapas, incluyendo la mayoría de tendencias del trotskismo, cuentan que Marx y Engels negaron que hubiesen escrito una fórmula para ser aplicada a todos los  países en todas las  circunstancias. McLellan y otros citan la respuesta de Marx a Nikolái Mijáilovski:

"[Mijáilovski] cree que puede metamorfosear completamente mi estudio histórico sobre el génesis del  capitalismo en Europa occidental en una teoría histórico-filosófica sobre el camino que todo el mundo esta destinado a seguir, sean cuales sean las circunstancias históricas en las que se encuentre... pero ruego sus disculpas. (Me honora y avergüenza demasiado a la vez)"
Karl Marx, Respuesta a Mijáilovski

En el prefacio a la edición rusa del Manifiesto comunista de 1882, Marx y Engels específicamente perfilar un camino alternativo a socialismo para Rusia.
En Rusia, los mencheviques creyeron en la teoría de dos etapas aplicada a Rusia zarista. Fueron criticados por Trotski en lo que deveniría la teoría de la revolución permanente en 1905. Más tarde, cuando la teoría de dos etapas reapareció después de la muerte de Lenin en la Unión Soviética, la teoría de la revolución permanente fue apoyada por la Oposición de Izquierda. La teoría de la revolución permanente argumenta, entre otras cosas, que las tareas asignadas en la teoría de dos etapas a la clase capitalista sólo pueden ser llevadas a cabo por la clase trabajadora con el apoyo del campesinado pobre, y que la clase trabajadora entonces pasará a las tareas socialistas y expropiará la clase capitalista. La revolución no puede parar aquí, aun así, y tiene que ser «permanente» en el sentido de que tiene que buscar revolución global para evitar aislamiento y por ello moverse hacia socialismo internacional.[cita requerida]
En el marco latinoamericano, José Carlos Mariátegui también fue crítico de las tesis etapistas.